# Thiago Brito (sambista)
Thiago Brito (São João de Meriti, 6 de julho de 1988) e um intérprete de samba-enredo brasileiro, com passagens significantes pela Caprichosos de Pilares, atualmente defende a Unidos da Ponte.

## Carreira
Começou no mundo do samba através das escola de samba mirim Inocentes da Caprichosos, onde anos depois passou a estar no carro de som da Caprichosos e sendo apoio das escolas de samba Acadêmicos da Abolição, Difícil é o Nome, Inocentes, Portela, Tradição e nos anos de 2009 a 2012, pela Unidos da Tijuca. mas após ser indicado por Zé Paulo, passou a ser nomeado como intérprete da escola de Pilares. onde já no início interpretou a reedição E por falar em saudade, ficando até o ano seguinte, Após a queda da da escola ao Grupo B. mas logo em seguida acertou com a Inocentes onde em seu primeiro ano esteve no momento mais importante, com a conquista do Grupo de acesso e permaneceu no Especial, em 2013 onde atuou com o consagrado Wantuir. depois retornou a Caprichosos.
E retornou como apoio do carro de som da Unidos da Tijuca, onde já tinha atuado e anteriormente estado nos anos de 2014 e 2015 e no seguinte, retornando como apoio da Portela. após mais uma descida da Caprichosos para a Série B, estando na Intendente. o cantor se desligou novamente da agremiação e em seguida acertou com a Estácio de Sá, para 2017 e nesse mesmo ano, defenderá o carro de som do Camisa Verde e Branco.
Em 2018 atuou como um dos cantores da Unidos de Bangu e estando apoio do carro de som do Salgueiro. no ano seguimte foi nomeado como novo cantor principal da Cubango e agora apoio do carro de som da Paraíso do Tuiuti. 
Saindo da Cubango, devido a mudança interna. mas não ficou de fora, retornando a Unidos de Bangu e sendo cantor da Acadêmicos da Diversidade, em 2022. retornou novamente a Inocentes, durante três anos, sendo o último dividindo com Daniel Silva e ainda defendeu o Acadêmicos do Engenho da Rainha, na Intendente Magalhães
Entretanto dividirá novamente, dessa vez com Matheus Gaúcho, na Unidos da Ponte e retorna ao Carnaval Paulista, pela Uirapuru da Mooca.

## Títulos e estatísticas
| Segunda Divisão | Segunda Divisão                                                                         | Segunda Divisão     |
| --------------- | --------------------------------------------------------------------------------------- | ------------------- |
|                 | Inocentes de Belford Roxo Estácio de Sá Acadêmicos do Cubango Inocentes de Belford Roxo | 2012 2017 2019 2023 |

## Premiações
- Estrela do Carnaval

1. 2010 - Revelação (como intérprete da Caprichosos) [15][16]

- S@mba-net

1. 2010 - Revelação (como intérprete da Caprichosos) [17][18]
2. 2015 - Melhor intérprete (Caprichosos) [19]

- Prêmio Ziriguidum

1. 2016 - Melhor samba-enredo (Sereno - "É Fofoca, É Fuxico: a Coruja Abre o Bico!") [20]

- Troféu Jorge Lafond

1. 2010 - Revelação (como intérprete da Caprichosos) [21]
2. 2016 - Melhor intérprete (Caprichosos) [22][23]

- Troféu Sambario

1. 2012 - Melhor intérprete (Caprichosos) [24]